# 刘清 (清朝)
刘清（1742年—1827年），字天一，号朗渠，又号松斋，贵州广顺（长顺县）人，清朝中期官员。

## 生平
刘清是拔贡出身，嘉庆初担任四川省南充知县，号称刘青天。编练乡勇，诱杀白莲教起义首领王三槐，镇压白莲教有功，由知县晋升按察使。嘉庆十七年（1812年），担任山东盐运使。之后参与镇压林清、李文成天理教之变，最后担任总兵。